# Mohamed Ibrahim (Radsportler)
Mohamed Ibrahim (* 17. September 1942) ist ein ehemaliger ägyptischer Radrennfahrer und nationaler Meister im Radsport.

## Sportliche Laufbahn
Ibrahim gewann 1961 die nationale Meisterschaft im Straßenrennen.
1962 fuhr er die Internationalen Friedensfahrt und wurde beim Sieg von Gainan Saidchuschin 88. des Endklassements. Für die Friedensfahrt hatte er sich durch seine Leistungen in der Ägypten-Rundfahrt qualifiziert, als er beim Sieg von Lothar Appler bester Fahrer des Gastgeberlandes wurde.